# Schwarz Gruppe

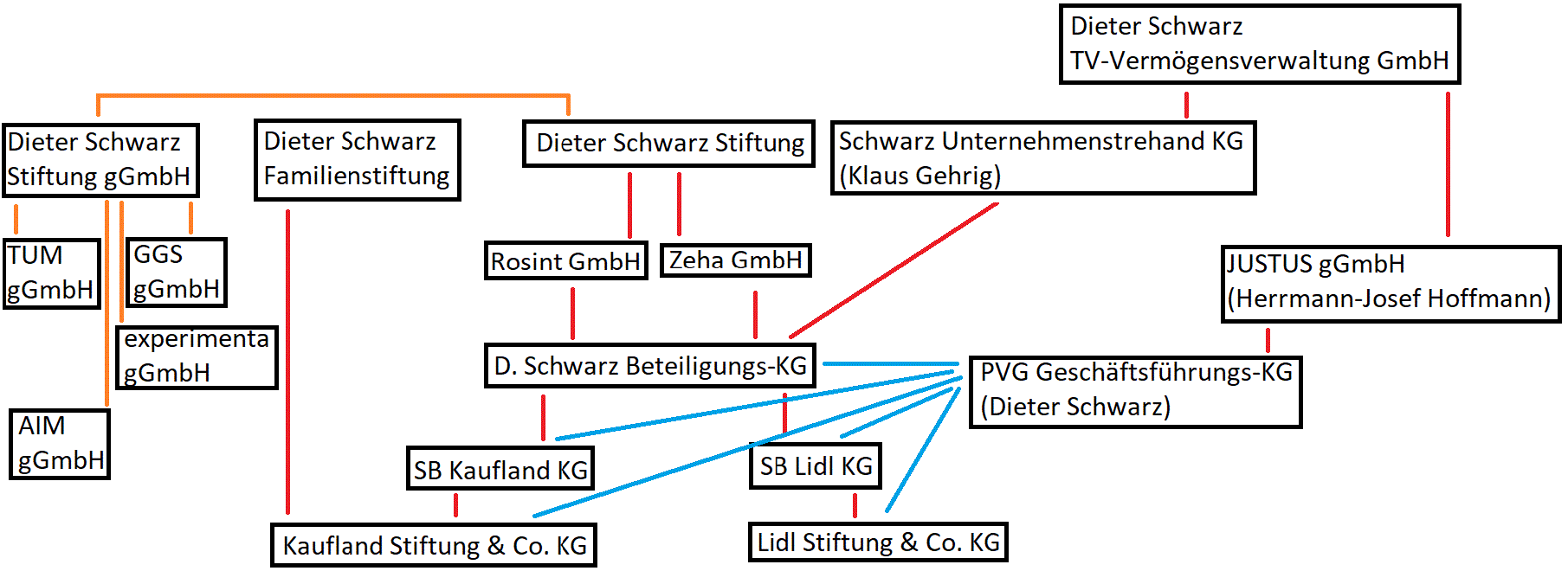
Пакеты акций в Schwarz Gruppe

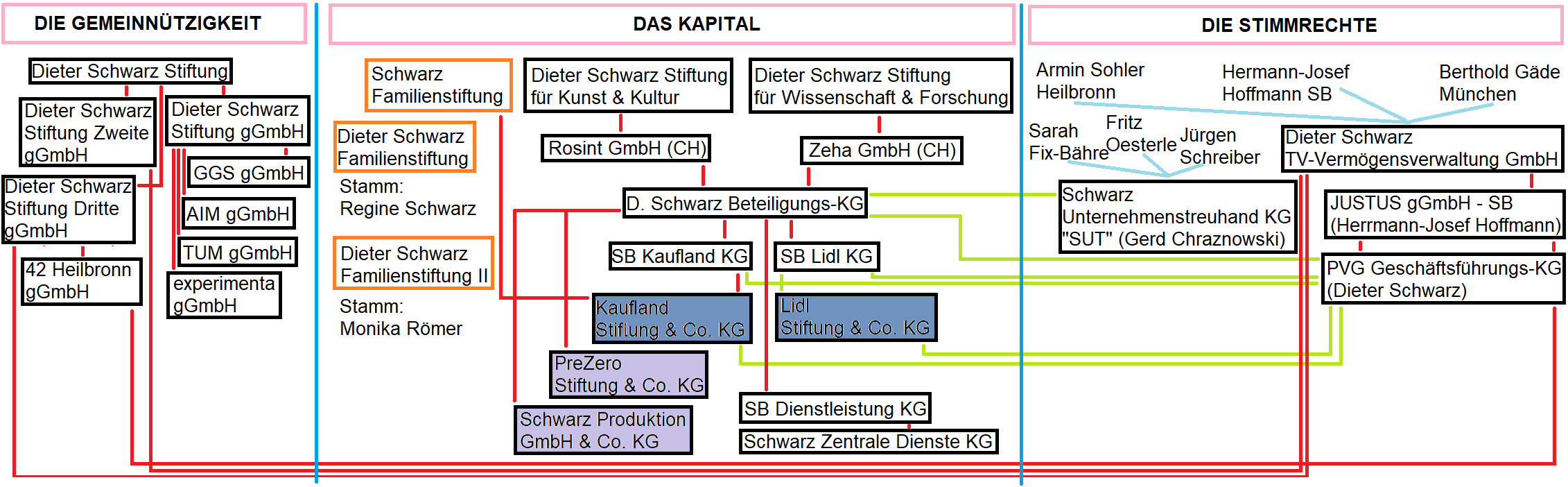
2021

Schwarz Gruppe — немецкая международная розничная группа, управляющая продовольственными супермаркетами под брендами Lidl и Kaufland. Она является крупнейшей европейской розничной компанией и четвёртой по величине розничной компанией в мире по объёму выручки. В магазинах Schwarz Gruppe продаются в основном товары под собственными торговыми марками, также Schwarz Gruppe имеет собственное производство хлебобулочных изделий, безалкогольных напитков и мороженого. Штаб-квартира компании находится в Неккарзульме, Баден-Вюртемберг, Германия.

## История
История группы началась в 1930 году, когда Йозеф Шварц (1903—1977) стал партнёром в компании по оптовой торговле тропическими фруктами Suedfruechte Grosshandel Lidl & Co. Первый супермаркет Lidl открылся в 1973 году. В 1977 году компанию после смерти отца возглавил Дитер Шварц. В 1984 году открылся первый гипермаркет Kaufland в Западной Германии, а в 1990 году — первый в Восточной Германии. Первый супермаркет Lidl вне Германии был открыт в 1988 году во Франции, в 1992 году — в Италии, а в 1994 году сеть вышла на рынок Великобритании. В 2017 году компания вышла на рынок США, за 5 лет здесь было открыто 170 супермаркетов Lidl.

## Собственники и руководство
Schwarz Gruppe контролируется Дитером Шварцем (Dieter Schwarz, род. 24 сентября 1939 года) через фонд Dieter Schwarz Stiftung. По состоянию на 2023 год Дитер Шварц с капиталом 48 млрд долларов был самым богатым человеком Германии и 27-м в мире.

## Деятельность
В 2022 году оборот компании составил 154,1 млрд евро, из них 114,8 млрд евро пришлось на сеть Lidl, а 31,8 млрд евро — на сеть Kaufland. Общее число торговых точек составило 13 700 в 30 странах. Помимо торговых сетей в группу входят подразделение PreZero (переработка вторсырья, оборот 3,9 млрд евро) и подразделение собственного производства Schwarz Produktion (минеральная вода, напитки, шоколад, сухофрукты, мороженое, выпечка, кофе, оборот 3,4 млрд евро).
На протяжении многих лет Schwarz Gruppe занимается сбором, сортировкой и переработкой вторсырья.